# Янь Шигу
Янь Шигу (Янь Шыгу, Ян Шыгу, кит. 顏師古, 581 — 645) — китайский литератор и лингвист эпохи Суй (581—617) и Тан, автор важных комментариев к китайскому Пятикнижию, Шицзи и Ханьшу.
Янь получил должность в уезде Аньян (ныне Сянъян) во время правления императора Вэнь Суй. После Янь был уволен и поселился в Чанъане. Следующие 10 лет он жил в бедности и зарабатывал себе на жизнь преподаванием.
Принимал участие в редактировании Ханьшу. Фонетические глоссы Шигу стали важным вкладом в понимание ханьских од фу.
В правление Чжэньгуань (627—650) участвовал в составлении истории династии Суй — Книги Суй.
Потомком Янь Шигу был Янь Чжэньцин, каллиграф VIII века.